# 丸山五郎

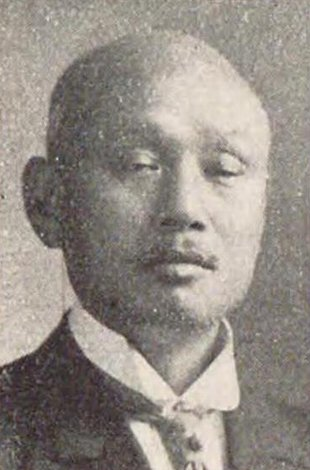
丸山五郎

丸山 五郎（まるやま ごろう、旧姓・横田、1872年6月15日（明治5年5月10日） - 1963年（昭和38年）6月20日）は、日本の医師、埼玉県医師会長、政治家・衆議院議員（憲政会→立憲民政党）。ダンサーのSAMは曽孫にあたる。

## 経歴
埼玉県北足立郡吹上村（現在の鴻巣市）に生まれた。埼玉県士族・横田半十郎の二男で、丸山家を嗣いだ。1893年（明治26年）、東京慈恵医院医学専門学校を卒業。東京病院に勤務した。1896年（明治29年）、南埼玉郡岩槻町に医院を開業した。南埼玉郡会議員、同参事会員、同議長に選出された。
1924年（大正13年）、第15回衆議院議員総選挙に出馬し、当選を果たした。
その他、南埼玉郡医師会長、埼玉県医師会議員・理事、日本医師会議員、埼玉県医師会長、岩槻自動車株式会社取締役などを務めた。

## 人物
丸山は非常に政治好きであり、土地の者は丸山を「政治科のお医者さん」と言っていた。
宗教は曹洞宗。趣味は盆栽、骨董、書画。住所は埼玉県南埼玉郡岩槻町。

## 家族・親族
丸山家
- 養父・正吉[2]、あるいは吉正（旧岩槻藩士）[6]
- 妻・菊子（1875年 - ?、埼玉士族、寶生金五郎の二女、SAMの曽祖母）[2]
- 養子・正三（1905年 - ?、小澤三吉の甥）[2]
- 長男・正（1898年[2] - ?、東京帝国大学医科卒、SAMの祖父）
  - 同妻・光子（赤間周吉の長女、SAMの祖母）[4]
- 二男・正次（1902年[2] - 1999年） - 法曹となった正次は、親族中では異色の存在だった。旧制粕壁中学校（現春日部高校）、二高、東京大学法学部を経て、判事になった[7]。在職中、日本で初めて、医療過誤の判例を研究し、「医師の診療過誤について」という本を著した。その後、判事を辞め、弁護士に転じてからは、医師会の顧問として活躍した[7]。享年97歳。
- 五男・敏夫（1908年 - ?）[2]
- 六男・武雄（1910年 - ?）[2]
- 七男・正寛（1914年 - ?）[2]
- 長女・多喜子（勝正吉の妻）[4]
- 三女・千代（1913年 - ?）[2]

親戚
- 勝正吉（海軍軍医少将）[4]